# 二都物語 (宝塚歌劇)
『二都物語』（にとものがたり）は、宝塚歌劇団のミュージカル作品。1985年は月組公演、2003年は花組公演。原作はチャールズ・ディケンズの同名小説。1985年の形式名は「ミュージカル・プレイ」、2003年は「バウ・ミュージカル」。1985年は18場（本公演）、2003年は2幕。1985年における本公演の併演作品は『ヒート・ウエーブ』。脚本・演出は太田哲則。1985年は大地真央・黒木瞳のさよなら公演であった。

## 公演期間と公演場所
- 1985年5月10日 - 6月25日（新人公演：5月31日[3]）　宝塚大劇場[1]
- 1985年8月3日 - 8月31日（新人公演：8月13日[3]）　東京宝塚劇場[2]
- 2003年10月11日 - 10月20日　宝塚バウホール[4]
- 2003年10月25日 - 10月31日　日本青年館大ホール[4]（東京特別公演[4]）

## あらすじ
※宝塚大劇場・宝塚100年史のデータ
フランス革命を背景に、死刑を宣告され、愛する人の夫の身代わりとなって死刑台の露と消えた若者の、自己犠牲の美しさを謳い上げた作品。虚無的な生き方をしていた弁護士のシドニーはルーシーという娘を知り、生き方を改めようとする。

## スタッフ

### 1985年・月組
※氏名の後ろに「宝塚」「東京」の文字がなければ両劇場共通。
- 作曲・編曲：吉崎憲治
- 編曲：橋本和明
- 音楽指揮：橋本和明（宝塚）、大谷肇（東京）
- 振付：岡正躬
- 装置：石浜日出雄・関谷敏昭
- 衣装：任田幾英
- 照明：今井直次
- 小道具：万波一重
- 効果：扇野信夫
- 音響監督：松永浩志
- 演出助手：石田昌也・日比野桃子
- 舞台進行：豊田登
- 制作：山田謙二
- 製作担当：横山美二（東京）

### 2003年・花組
※氏名の後ろに「宝塚」「東京」の文字がなければ両劇場共通。
- 作曲・編曲：吉崎憲治
- 編曲：前田繁実・脇田稔
- 振付：宮崎渥巳
- 装置：島川とおる
- 衣装：任田幾英
- 照明：西川佳孝
- 音響：加門清邦
- 小道具：田中武彦
- 演出助手：大野拓史
- 振付助手：北浜竜也
- 衣装補：河底美由紀
- 舞台進行：赤坂英雄（宝塚）
- 舞台監督：西澤明彦（東京）・藤村信一（東京）
- 舞台美術製作：株式会社宝塚舞台
- 録音演奏：宝塚ニューサウンズ
- 制作：北野靖

## 出演者

### 1985年・月組（主な配役も含む）
※（）は新人公演（宝塚・東京共通）。
- シドニー・カートン - 大地真央[1][2]（涼風真世[3]）
- チャールズ・ダーネイ - 剣幸[1][2]（麻路さき[3]）
- ルーシー・マネット - 黒木瞳[1][2]（こだま愛[3]）
- アレクサンドル・マネット - 汝鳥伶[1][2]（大和なつ希[3]）
- ジャービス・ロリー - 麻月鞠緒[1][2]（一文字新[3]）
- ミス・プロス - 京三紗[1][2]（淀都[3]）
- ストライバー - 桐さと実[1][2]（若央りさ[3]）
- バネッサ - こだま愛[1][2]（朝凪鈴）
- ドファージュ - 星原美沙緒[1][2]（八汐祐季[3]）
- テレーズ - 有明淳[1][2]（梨花ますみ）
- エヴレモンド侯爵 - 小柳日鶴[1][2]（有峰里妃）
- バーサッド - 未沙のえる[1][2]（波音みちる）
- セルジュ - 高原るみ花[1][2]（久世星佳）
- ジャンヌ - 春風ひとみ[1][2]（檀ひとみ）
- マドレーヌ - 仁科有理[1][2]（並樹かおり）
- ピエール - 涼風真世[1][2]（いつき吟夏）
- ジェリ - 郷真由加（美輪さいこ[3]）

ほか

### 2003年・花組
※宝塚・東京共通。
- 梨花ますみ
- 矢吹翔
- 真丘奈央
- 瀬奈じゅん
- 彩吹真央
- 奈月みか
- 悠真倫
- 花純風香
- 彩風蘭
- 橘梨矢

- 水月舞
- 紫万新
- 桐生園加
- 隼颯希
- 華桐わかな
- 華形ひかる
- 望月理世
- 珠まゆら
- 紫峰七海
- 舞名里音

- 千尋悠
- 扇めぐむ
- 桜乃彩音
- 愛純もえり
- 雫花ちな
- 朝夏まなと
- 花咲りりか
- 華月由舞

専科
- 立ともみ
- 未沙のえる

#### 主な配役
- シドニー・カートン - 瀬奈じゅん[7]
- ルーシー・マネット - 桜乃彩音[7]
- チャールズ・ダーネイ - 彩吹真央[7]
- ジャービス・ロリー - 立ともみ[7]
- アレクサンドル・マネット - 未沙のえる[7]
- エブレモンド侯爵夫人 - 梨花ますみ[7]
- ドファージュ - 矢吹翔[7]
- テレーズ　-　水月舞[7]
- ジョン・バーサッド - 真丘奈央[7]
- ジェームズ・ストライバー - 悠真倫[7]

## 主な楽曲
- 思い出は遠く
- 新しい生活
- 彼女の瞳の中に 再演(2003年花組の曲）
  - 作詞 ： 太田哲則
  - 作曲 ： 吉崎憲治